# Gonzales (musicus)
Gonzales, pseudoniem van Jason Charles Beck, (20 maart 1972), ook bekend als Chilly Gonzales is een Canadese musicus, die tegenwoordig in Parijs woont.

## Geschiedenis
Gonzales studeerde jazzpiano aan Concordia University in Montréal, en begon daar met popmuziek maken en werkte samen met de Canadese muzikanten Feist, Peaches en Mocky. Hij werkte ook mee met de albums Multiply van Jamie Lidell en Secret House Against the World van Buck 65.
Hij won populariteit met electro-tracks met satirisch getinte rap op het album "The Worst MC". In 2004 verscheen er een ander soloalbum, dit keer met tussen klassiek en jazz wisselende pianostukken die met veel lof onthaald werd door critici. Met deze stukken trad hij in 2007 op bij het Glenn Gould Festival in Berlijn, vernoemd naar de legendarische Bach-vertolker Glenn Gould. In 2007 werkte hij ook met de Canadese hiphop-producer en rapper Socalled samen op zijn album Ghetto Blaster, nam hij deel aan concerten en begeleidt hij. In 2010 trad samen met Helge Schneider op.
Van 16 tot 18 mei 2009 deed Gonzales een recordpoging voor het langste concert ooit. Met 27 uur houdt hij nu dat record.

## Discografie

### Albums
- Solo Piano Li (2012)

| Album met eventuele hitnotering(en) in de Nederlandse Album Top 100 | Datum van verschijnen | Datum van binnenkomst | Hoogste positie | Aantal weken | Opmerkingen         |
| ------------------------------------------------------------------- | --------------------- | --------------------- | --------------- | ------------ | ------------------- |
| O.P. original prankster                                             | 1999                  | -                     |                 |              | ep                  |
| Gonzales über alles                                                 | 2000                  | -                     |                 |              |                     |
| The entertainist                                                    | 2000                  | -                     |                 |              | als Chilly Gonzales |
| Presidential suite                                                  | 2002                  | -                     |                 |              | als Gonzales III    |
| Z                                                                   | 2003                  | -                     |                 |              |                     |
| Solo piano                                                          | 2004                  | -                     |                 |              |                     |
| Soft power                                                          | 2008                  | -                     |                 |              |                     |
| Ivory tower                                                         | 2010                  | -                     |                 |              | als Chilly Gonzales |
| The unspeakable Chilly Gonzales                                     | 2011                  | -                     |                 |              | als Chilly Gonzales |
| Solo piano II                                                       | 27-08-2012            | 08-12-2012            | 90              | 1*           | als Chilly Gonzales |
| Chambers                                                            | 2015                  | -                     |                 |              | als Chilly Gonzales |
| Room 29                                                             | 2017                  | -                     |                 |              | als Chilly Gonzales |

| Album met hitnotering(en) in de Vlaamse Ultratop 200 albums | Datum van verschijnen | Datum van binnenkomst | Hoogste positie | Aantal weken | Opmerkingen         |
| ----------------------------------------------------------- | --------------------- | --------------------- | --------------- | ------------ | ------------------- |
| Solo piano II                                               | 2012                  | 01-09-2012            | 36              | 9            | als Chilly Gonzales |

### Singles
| Single met eventuele hitnotering(en) in de Nederlandse Top 40 | Datum van verschijnen | Datum van binnenkomst | Hoogste positie | Aantal weken | Opmerkingen                                       |
| ------------------------------------------------------------- | --------------------- | --------------------- | --------------- | ------------ | ------------------------------------------------- |
| Rideaux lunaires                                              | 2012                  | -                     |                 |              | als Chilly Gonzales / Nr. 85 in de Single Top 100 |

| Single met hitnotering(en) in de Vlaamse Ultratop 50 | Datum van verschijnen | Datum van binnenkomst | Hoogste positie | Aantal weken | Opmerkingen         |
| ---------------------------------------------------- | --------------------- | --------------------- | --------------- | ------------ | ------------------- |
| I am Europe                                          | 11-10-2010            | 23-10-2010            | tip20           | -            | als Chilly Gonzales |
| You can dance                                        | 14-02-2011            | 05-03-2011            | tip25           | -            | als Chilly Gonzales |

### Dvd
- 2006: From major to minor